# جیمز ولف
جیمز ولف (انگلیسی: James Wolfe; ۲ ژانویهٔ ۱۷۲۷ – ۱۳ سپتامبر ۱۷۵۹) فرد نظامی اهل پادشاهی بریتانیای کبیر بود.